# Саттаров, Минибай Зайнетдинович
Минибай Зайнутдинович (встречается написание Зайнетдинович) Саттаров (12 мая 1929 — 21 марта 2015) — заместитель директора завода производственного объединения «Салаватнефтеоргсинтез» (1979—1980), Герой Социалистического Труда, депутат Верховного Совета РСФСР.

## Биография
Окончил школу семилетку. Во время войны в деревне работал пастухом, счётчиком в колхозе.
В 1948 году, мальчишка Минибай из Аургазинского района вместе с земляками участвовал в строительстве железной дороги от Аллагувата до Кумертау.
В 1959 году призван в армию. Служил в 14-й отдельной бригаде морской пехоты Тихоокеанского флота на Камчатке. После окончания полковой школы, в 1954 году — старшина пулемётной роты. Затем был направлен на курсы по подготовке младших офицеров морской пехоты.
После службы в армии уехал жить и работать в город Салават. В 1955 году учился на курсах аппаратчиков, после которых назначен старшим аппаратчиком сернокислотного цеха Салаватского нефтехимического комбината. Без отрыва от производства окончил университет марксизма-ленинизма.
Участвовал в вводе в строй цеха № 28 химического завода комбината. Подал много рационализаторских предложений, благодаря которым Сернокислотный завод комбината, на котором он работал, выполнил 7-летний план за 6 лет. За это ему было присуждено звание Героя Социалистического Труда.
В 1979 году назначен заместителем директора завода нефтехимических производств.
В 1980—1995 годах — заместитель начальника Гражданской обороны п/о «Салаватнефтеоргсинтез».
Саттаров был делегатом XXIV съезда ЦК КПСС, депутатом Верховного Совета РСФСР 7-го созыва, XIV съезда профсоюзов, депутатом трёх созывов городского Совета города Салават.
Саттаров - отличник Миннефтехимпрома СССР, отличник гражданской обороны СССР, отличником санитарной подготовки России.
На пенсии Минибай Саттаров был активистом Совета старейшин города, член президиума Салаватского городского совета ветеранов.
Проживал в городе Салавате, в котором и скончался.

## Личная жизнь
Жена — Заузэн Ахметзяновна Саттарова, сын, дочь, 4 внучки.

## Награды
- Герой Социалистического Труда (1966),
- ордена Ленина,
- медаль «За доблестный труд»
- медаль «Ветеран труда»
- значок «Отличник Миннефтехимпрома СССР»
- знак отличия «За самоотверженный труд в Республике Башкортостан» (2014)
- юбилейная медаль «70 лет Победы в Великой Отечественной войне 1941—1945 гг.» (2015)[4]